# Refilwe Ledwaba
Refilwe Ledwaba (née vers 1979) est la première femme noire pilote d'hélicoptère d'Afrique du Sud.

## Biographie

### Enfance et formations
Refilwe Ledwaba grandit dans une famille monoparentale de sept enfants à Lenyenye dans la province du Transvaal (actuel Limpopo). Sa mère est enseignante.
Titulaire d'une licence en biochimie à l'université du Cap avec l'intention de devenir médecin, elle change d'orientation professionnelle après avoir pris l'avion pour la première fois de sa vie lorsqu'elle était à l'université, et décide de se tourner vers le secteur aéronautique.

### Carrière dans l'aviation
Elle commence à travailler en tant que membre du personnel de cabine pour South African Airways. Parallèlement, elle écrit à plus de deux cents compagnies d'aviation pour leur demander si elles ont, pour elle, des possibilités de formation,,.
Elle reçoit ses ailes de pilote le 11 janvier 2006, à l'âge de 26 ans, devenant la première femme noire d'Afrique du Sud à piloter un hélicoptère. Elle devient aussi la première femme à piloter pour les services de police sud-africaine (SAPS). Au cours de son séjour dans les SAPS, elle effectue plus de 2 500 heures de vol, récupère des cadavres dans des endroits reculés et entreprend des missions de reconnaissance en solo.
Elle est aussi instructrice qualifiée en matière d'aéronefs à voilure fixe.

## Engagements
Elle fonde l'organisation à but non lucratif Girls Fly Programme in Africa afin d'encourager les jeunes femmes à s'orienter vers des carrières dans les STIM, quel que soit leur milieu. Elle organise chaque année le programme de cette organisation qui consiste à faire découvrir aux femmes le pilotage comme carrière éventuelle, ainsi que le codage et la robotique. Elle organise des cours et des camps d'entraînement pour les jeunes femmes au Botswana, au Cameroun et en Afrique du Sud. En 2019, plus de 100 000 jeunes femmes avaient participé au GFPA.
Refilwe Ledwaba attribue son succès à son éducation, menée par des femmes fortes dans l'Afrique du Sud de l'apartheid. En 2009, elle créé le groupe Southern African Women in Aviation and Aerospace Industry (SAWIA), pour soutenir les femmes travaillant dans l'aviation. Elle appelle publiquement  le secteur à employer plus de femmes, en particulier des femmes de couleur aux niveaux stratégiques de l'aviation.
En 2019, elle cosigne une lettre adressée au Guardian à l'occasion de la Journée internationale de la femme, appelant à l'égalité pour les femmes africaines. La même année, elle rejoint le programme TechWomen du Bureau des affaires éducatives et culturelles du département d'État américain en tant que mentor. Elle devient aussi boursière de la Fondation Obama en 2019.
Refilwe Ledwaba est une Goalkeeper (une leader qui se consacre à l'accélération des progrès vers les Objectifs de développement durable) de la Fondation Bill et Melinda Gates, un rôle qu'elle utilise pour défendre les droits des femmes en Afrique,,.

## Récompenses
Refilwe Ledwaba a reçu de nombreux prix.
En 2012, elle est lauréate de la South African Youth Award dans la catégorie Entrepreneur. Cette même année, elle reçoit la CEO Communication's Most Influential Women in Business and Government dans la catégorie Aviation.
Deux années plus tard, elle figure parmi le Top 35 des africains de moins de 35 ans de la Young People in International Affairs.
En 2015, elle fait encore partie des femmes les plus influentes selon la CEO de la Communication's Most Influential Women in Business and Government dans la catégorie Aviation.
En 2021, Refilwe Ledwaba est lauréate du prix Aero Time Hub 2021,,,.